# Medium Atomic Demolition Munition

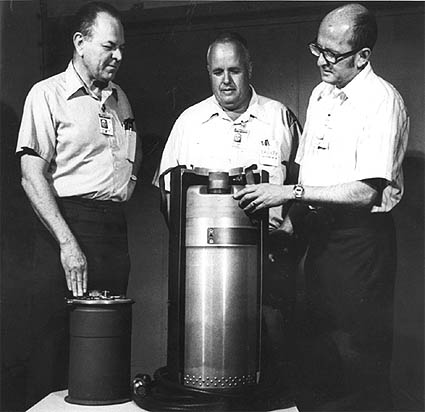
Des scientifiques observent l'étui d'une MADM (l'ogive est à la gauche).

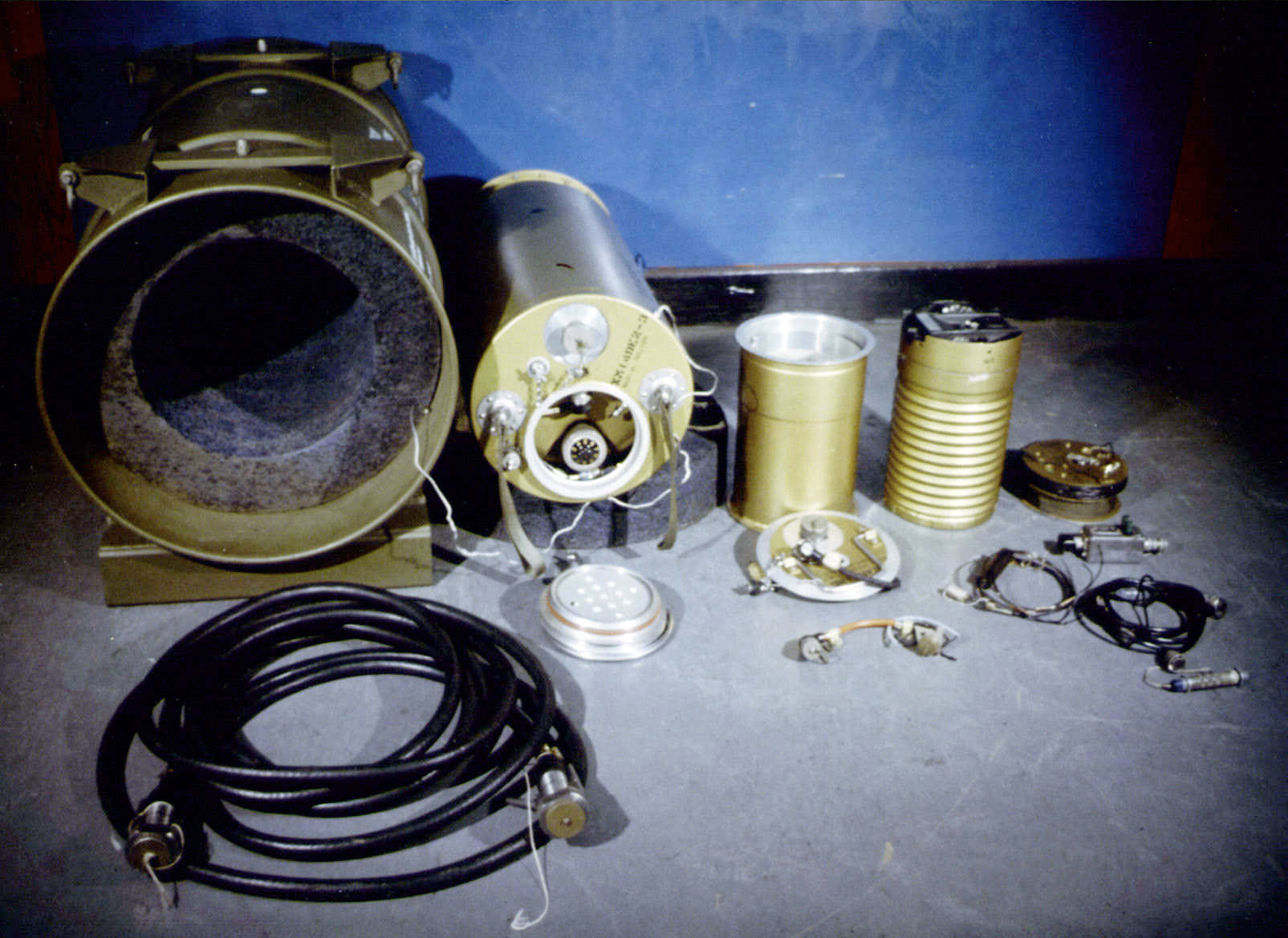
Les composantes de la MADM. L'ogive W45 est immédiatement à la droite de l'étui.

La Medium Atomic Demolition Munition (MADM, que l'on peut traduire en français par « munition atomique intermédiaire de démolition ») fut une arme nucléaire tactique mise au point par l’US Army pendant la guerre froide. Elle fut conçue pour servir de mine terrestre nucléaire et pour d'autres buts tactiques. Chaque mine contenait une ogive W45 dont la puissance explosive se situait entre 1 et 15 kilotonnes. Chaque MADM pesait environ 180 kg. Elle fut fabriquée entre 1965 et 1986.